# U-Bahn-Station Margaretengürtel
Die in offener Tieflage errichtete Station Margaretengürtel der Linie U4 der Wiener U-Bahn befindet sich im 5. Wiener Gemeindebezirk Margareten. Namensgeber ist jener Abschnitt des Wiener Gürtels, der nach dem 5. Wiener Gemeindebezirk benannt ist. Die Station liegt im Einschnitt parallel zum Wienfluss und erstreckt sich von der Mittellinie zwischen Margareten- und Gaudenzdorfer Gürtel bis zur Wackenroderbrücke zwischen 5. und 6. Bezirk.

## Geschichte

### Dampfstadtbahn
Errichtet wurde die Station ab 1894 im Auftrag der Commission für Verkehrsanlagen in Wien für die Untere Wientallinie der Wiener Dampfstadtbahn. In deren frühen Planungen taucht sie teilweise noch unter den alternativen Bezeichnungen Gaudenzdorfer Gürtel, Schlachthausbrücke oder Schlachthaus auf, bevor sie letztlich den Namen Margarethengürtel erhielt, damals noch mit “h” geschrieben. Die Haltestelle wurde im September 1896 baulich fertiggestellt und am 30. Juni 1899 eröffnet.
In Folge der Orthographischen Konferenz von 1901 wurde die Station in Margaretengürtel ohne “h” umbenannt, die Umsetzung erfolgte allerdings erst Jahre später. So führt Lehmann’s allgemeiner Wohnungs-Anzeiger sie erst im Dezember 1913 erstmals ohne h auf. Unabhängig davon wurde sie früher teilweise auch Margarethen Gürtel beziehungsweise Margareten Gürtel geschrieben.
Der Dampfstadtbahnbetrieb auf der Unteren Wientallinie endete wegen Kohlemangels schließlich am 8. Dezember 1918.

### Elektrische Stadtbahn und U-Bahn
Am 7. September 1925 ging die Haltestelle als Teil der fortan hier verkehrenden Wiener Elektrischen Stadtbahn erneut in Betrieb. Oberirdisch wurde sie ab dem 20. Oktober 1925 zusätzlich von der kombinierten Straßen- und Stadtbahnlinie 18G bedient, die wiederum Direktverbindungen zu den Stationen der Stadtbahn-Gürtellinie bot, ihren Betrieb aber schon 1945 einstellen musste.
In den 1970er Jahren erfolgte der Umbau für die Erfordernisse des heutigen U-Bahnbetriebes. Dabei wurde vor allem der Bahnsteigbereich nach dem Konzept der Architektengruppe U-Bahn mit modernen Paneelsystemen und der U4-Signalfarbe Grün umgestaltet. Am 27. Oktober 1980 erreichte der erste fahrplanmäßige Zug der U4 die Station Margaretengürtel. Ausgänge führen durch ein im Otto-Wagner-Stil erhaltenes Aufnahmegebäude auf einen Vorplatz zwischen Margareten- und Gaudenzdorfer Gürtel. Hier besteht die Möglichkeit, zu den Straßenbahnlinien 6 in Richtung Zentralfriedhof und 18 in Richtung Schlachthausgasse umzusteigen. Ein weiterer Ausgang führt zur Rechten Wienzeile bzw. in die Morizgasse im 6. Bezirk. Dort befindet sich auch ein barrierefreier Zugang zur Station.
In der Nachbarschaft befinden sich der 2005 umbenannte Bruno-Kreisky-Park und die Berufsschule Mollardgasse.

## Galerie

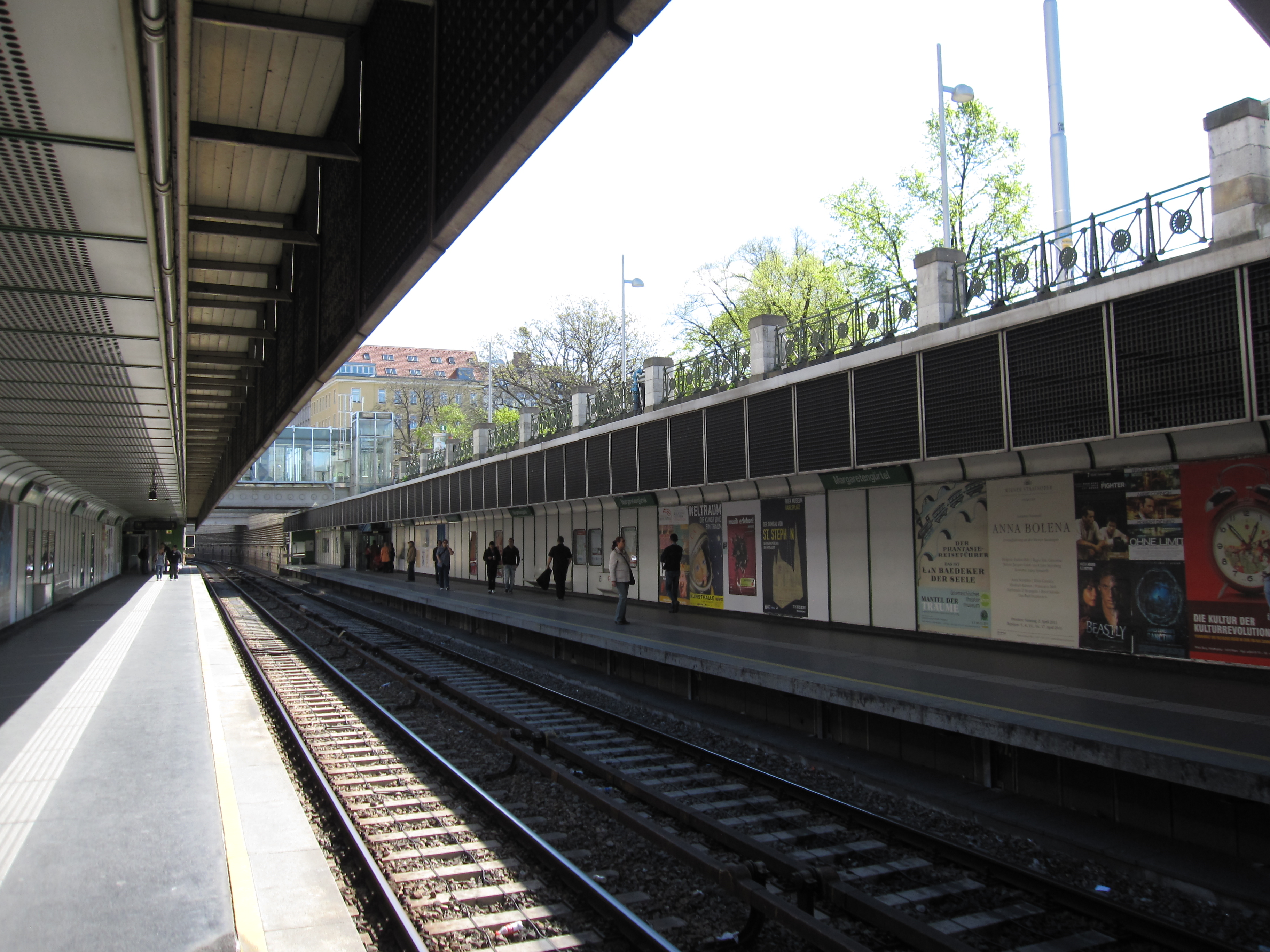
Bahnsteige
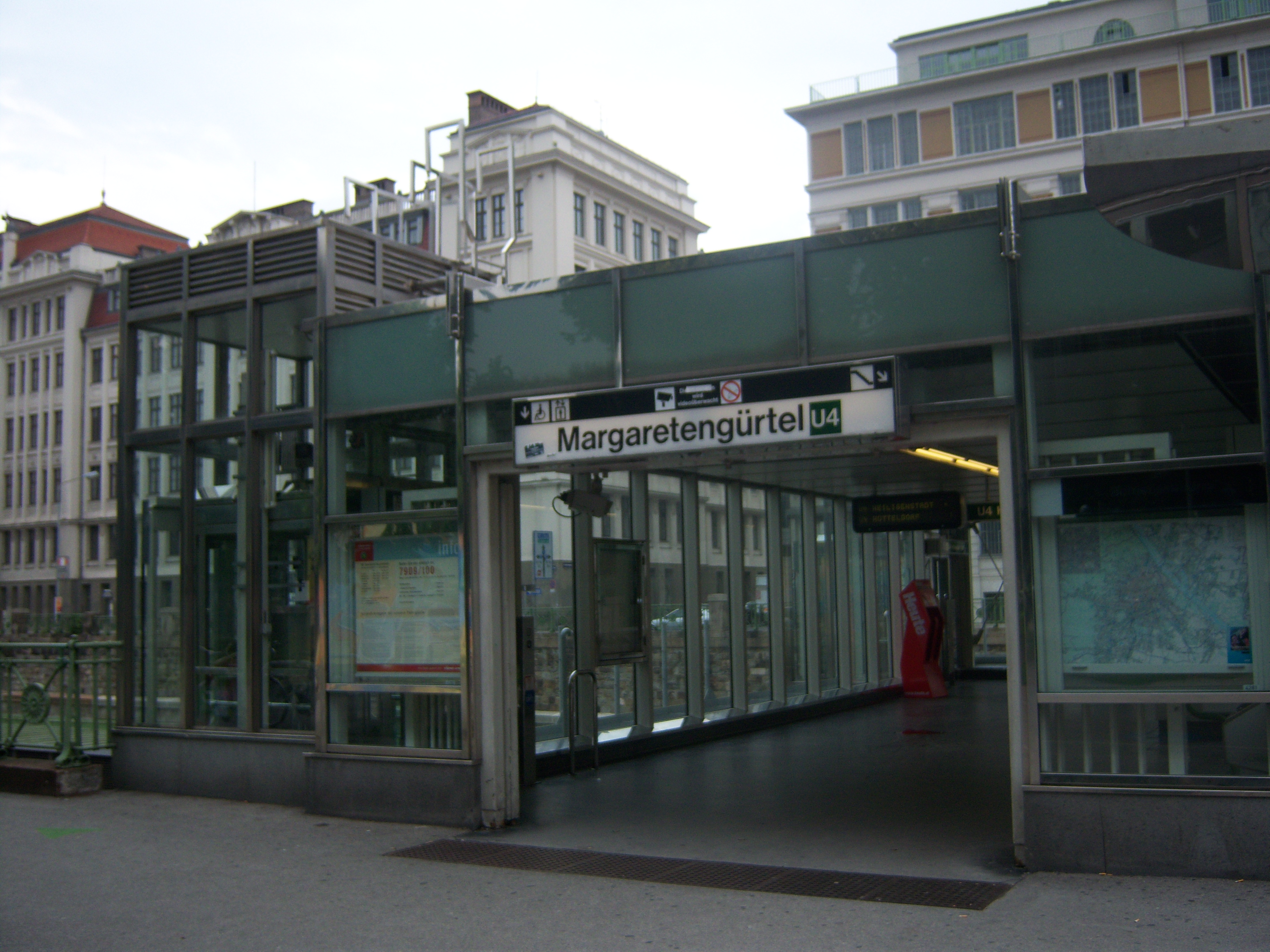
Zugang Stadteinwärts